# McIvers
McIvers is een gemeente (town) in de Canadese provincie Newfoundland en Labrador. De gemeente ligt aan de Bay of Islands, aan de westkust van het eiland Newfoundland.

## Geschiedenis
In 1971 werd het dorp een gemeente met de status van local government community (LGC). In 1980 werden LGC's op basis van The Municipalities Act als bestuursvorm afgeschaft. De gemeente werd daarop automatisch een community om een aantal jaren later uiteindelijk een town te worden.

## Geografie
McIvers ligt aan de noordelijke oever van Humber Arm, de grootste en meest zuidelijke arm van de Bay of Islands. De plaats ligt 17 km ten noordwesten van Corner Brook, de enige stad aan de westkust van Newfoundland. McIvers grenst in het zuiden aan de gemeente Gillams en ligt zelf net ten zuidwesten van Cox's Cove.
De gemeente wordt doorkruist door Route 440, die van Corner Brook 40 km noordwestwaarts loopt tot in Cox's Cove.

## Demografie
Demografisch gezien is McIvers, net zoals de meeste gemeenten op Newfoundland, aan het krimpen. Tussen 1991 en 2021 daalde de bevolkingsomvang van 725 naar 513. Dat komt neer op een daling van 212 inwoners (-29,2%) in 30 jaar tijd.
| Jaar | Aantal inwoners | Verschil |
| ---- | --------------- | -------- |
| 1991 | 725             | –        |
| 1996 | 667             | -8,0%    |
| 2001 | 571             | -14,4%   |
| 2006 | 571             | 0,0%     |
| 2011 | 546             | -4,4%    |
| 2016 | 538             | -1,5%    |
| 2021 | 513             | -4,6%    |